# Argyraspodes
Argyraspodes là một chi bướm ngày thuộc họ Lycaenidae.

## Các loài
- Argyraspodes argyraspis (Trimen, 1873)